# Skanderborg (gemeente)
Skanderborg is een gemeente in de Deense regio Midden-Jutland. Bij de herindeling van 2007 werden de volgende gemeentes bij Skanderborg gevoegd: Brædstrup, Galten, Hørning en Ry. De huidige gemeente telt 60.401 inwoners (2017).

## Tot 2007
Skanderborg was tot 2007 een gemeente met een oppervlakte van 143,22 km² en 22.244 inwoners.

## Plaatsen in de gemeente
- Sjelle
- Skovby
- Hylke
- Gammel Rye
- Galten
- Låsby
- Nørre Vissing
- Ry
- Voerladegård
- Skjørring
- Hørning
- Skanderborg
- Hårby
- Alken
- Fruering
- Blegind
- Tebstrup
- Virring
- Herskind
- Stilling
- Stjær
- Storring

Aarhus · Favrskov · Hedensted · Herning · Holstebro · Horsens · Ikast-Brande · Lemvig · Norddjurs · Odder · Randers · Ringkøbing-Skjern · Samsø · Silkeborg · Skanderborg · Skive · Struer · Syddjurs · Viborg